# Mont Bibele
Le mont Bibele, en italien monte Bibele, est une montagne de l'Apennin tosco-émilien et un site archéologique celto-étrusque. Située sur le territoire de la commune italienne de Monterenzio dans la ville métropolitaine de Bologne et la région Émilie-Romagne, cette montagne fait partie du bassin versant du torrent Idice et culmine à 617 m d'altitude. On y trouve un habitat et une nécropole fréquentés principalement aux IVe et IIIe siècles av. J.-C. par des Étrusques et des Celtes boïens. Un dépôt votif étrusque témoigne de la fréquentation du massif dès le Ve siècle av. J.-C.

## Toponymie
Le toponyme Bibele dérive probablement du verbe latin bibo signifiant boire ; ce massif est connu en effet depuis l'Antiquité sous le nom de Monte Bibulo dû aux sources d'eau douce et sulfureuse qui alimentent en permanence le torrent Idice et son affluent, le Zena.

## Géographie
Le mont Bibele est desservi par des routes secondaires à 43 km au sud de Bologne et 86 km au nord de Florence.
Constitué de grès et de marnes du groupe de Bismantova, le massif se compose de collines et de plateaux entourés de pentes parfois abruptes. Il est bordé par la vallée de l'Idice à l'est et par celle du Zena à l'ouest.
Le sommet principal s'élève à 617 m d'altitude. Les autres sommets sont le mont Tamburino à 575 m d'altitude et le mont Savino à 550 m. Le versant oriental de ce dernier sommet forme un promontoire appelé Pianella di Monte Savino qui domine la vallée de l'Idice.
La ligne à grande vitesse Bologne-Florence passe sous la vallée du Zena par le tunnel ferroviaire de Monte Bibele.

## Histoire
La position de hauteur, presque une forteresse naturelle, permettait de dominer et contrôler le territoire environnant ainsi que le parcours de crête du côté opposé de la vallée, du col de Raticosa col de la Raticosa (it) jusqu’aux premiers lambeaux de la plaine de Bologne.
La solidité du sol ainsi que la bonne exposition vers l’est/sud-est, la richesse en sources d’eaux aux hautes altitudes ont sans doute contribué à l’occupation du massif. Il était connu de l’âge du cuivre, âge du cuivre ensuite occupé par un véritable habitat à l'âge du bronze récent (XIIIe siècle av. J.-C.) âge du bronze et enfin au deuxième âge du fer par un véritable village en pierre et bois créé par des Etrusques auxquels s’ajouta ensuite une importante composante de Celtes, caractérisés par leur idéologie guerrière, clairement manifesté par la cinquantaine de mobiliers funéraires avec armement de la nécropole de Monte Tamburino (deuxième âge du fer, ou laténien).
Les premières fouilles archéologiques réguliers ont eu lieu de 1972 au 1975 (direction de Renato Scarani) reprises en 1978 et poursuivies jusqu’à 1999, sous la direction de Daniele Vitali (université de Bologne).
Les vestiges de l'âge du fer comprennent l'habitat celto-étrusque de Pianella di Monte Savino, la nécropole de Monte Tamburino, un lieu de culte étrusque entre la nécropole et le sommet du mont Bibele (Le Pozze) et un lieu de culte celte sur la partie sommitale du mont Bibele.
Les fouilles de la nécropole et des lieux de culte se sont déroulées en 1989 et de 1993 à 1995 sous la direction de Daniele Vitali.
Trois parmi ces lieux sont accessibles au public au sein de la zone archéologique et naturelle de Monte Bibele (en italien : Area archeologica e naturalistica di Monte Bibele).
La présence d'une autre nécropole sur la commune de Monterenzio (la nécropole de Monterenzio Vecchio située en aval du mont Bibele sur le versant oriental de la vallée de l'Idice (direction de fouilles Daniele Vitali et de Thierry Lejars) indique l’existence d’un autre habitat dont l’on n’a pas encore trouvé les témoins archéologiques. D’autres nécropoles ou tombes isolées de la même période chronologique (IVe et IIIe siècles av. J.-C.) découvertes dans les vallées appenniniques orientales (Santerno) et occidentales (Setta, Reno) laissent supposer un maillage assez dense de sites de hauteur celto-étrusques, en complémentarité avec des sites de la plaine bolognaise 
La nécropole de Monterenzio Vecchio se situe le long d’une voie de crête qui fut ensuite (187 av. J.-C.) régularisée par les Romains et que les archéologues ont nommé « via Flaminia minor »,.

## Zone archéologique

### Plan d'eau votif
Sur le mont Bibele, une zone explorée sur environ 110 m2 dans un plateau au pied du sommet révèle une dépression très ouverte en forme de bassin qui était couverte par une couche argileuse d’une épaisseur de 1,10 / 1,70 cm. Au centre de cette dépression on a constaté l'existence d'un petit plan d'eau à ciel ouvert depuis l’âge du bronze récent (XIIIe siècle av. J.-C.). Le remplissage varie de quelques centimètres sur les bords de la dépression à 35 ou 40 cm au centre. La zone a livré 195 statuettes de dévots, hommes et femmes, en bronze qui s'intègrent bien dans la production artisanale italo-étrusque du Ve siècle av. J.-C. et qui présentent des affinités particulières avec les bronzes schématiques contemporains de Bologne et des Apennins d'Émilie-Romagne. Il y a aussi une statuette de guerrier, de discophore, et, du tout exceptionnelle, d'un zoomorphe.
Ces petits bronzes sont accompagnés de centaines de vases miniatures, et de quelques vases de taille normale, se rapportant aux productions étrusco-padanes du Ve siècle av. J.-C. Quelques tessons de céramique attique à vernis noir (Ve siècle av. J.-C.) y sont témoignés. On trouve également des poteries en pâte grise, en impasto buccheroïde et des vases à vernis noire de Volterra ces derniers témoignant de la fréquentation du plan d'eau à un horizon chronologique plus tardif (jusqu'à la seconde moitié du IVe siècle av. J.-C.).
Les bronzes et les poteries étaient déposés en offrandes votives autour ou à l'intérieur du petit plan d'eau. En revanche, aucune trace de monument n'a été trouvée et on ne sait pas quelle divinité faisait l'objet d'un culte dans cette zone sacrée.
Les offrandes les plus nombreuses datent du cinquième siècle, les traces de fréquentation s'estompent au contraire puis disparaissent au cours du quatrième siècle alors que l'habitat voisin prospère.
Il est possible que l'arrivée massive de Celtes transalpins provoque cette baisse de fréquentation du plan d'eau au quatrième siècle et la disparition de son rôle sacré au profit de nouvelles formes de culte témoignées par exemple par le sanctuaire à ciel ouvert découvert au sommet du mont Bibele.

### Village
À Pianella di Monte Savino, les fouilles ont mis en évidence un habitat d'environ 7 000 m2, encore en partie à explorer, dans une zone pourvue de défenses naturelles. Le village a été réalisé sur le coteau sud-oriental de la Pianella di Monte Savino, dans la partie la plus haute, en pente irregulière et ouverte vers l'est et vers le sud.
Des artefacts datant du Ve siècle av. J.-C. marquent un début de fréquentation du site, la phase la plus cohérente de la zone habitée se situe toutefois entre le début du IVe et le IIe siècle av. J.-C.
Au début du IVe siècle av. J.-C., des tribus celtiques d'Europe centrale migrent en masse vers la plaine du Pô, attirées par la fertilité de la péninsule italienne qu'ils connaissent par des contacts établis avec divers peuples italiques dont les Étrusques. La population d'Étrurie padane abandonne alors partiellement les centres urbains au profit de sites de hauteur. Un groupe d'Étrusques choisit pour y installer un nouveau village le site de Pianella di Monte Savino, solide et naturellement protégé, riche en sources et avec une excellente exposition (est/sud), permettant en plus de contrôler le territoire environnant.
Le village est construit suivant un plan rigoureux dans un terrain en pente.
Une dizaine de terrasses soutenues par des murs de pierre forment des blocs de dimensions irrégulières sur lesquels sont installés 40 à 50 logements, divers entrepôts de céréales et une citerne.
Les blocs sont reliés entre eux par des rues pavées et des rampes. Les eaux de pluie collectées par la voirie s'écoulent dans un gouffre naturel situé à la convergence des principales lignes de pente,.
Un petit monument aux fonctions cultuelles , identifié comme auguraculum se trouve sur le côté sud-oriental du village, au sommet d'un affleurement rocheux  à proximité duquel a été trouvé un cadran solaire.
Une couche d'incendie documente la disparition du village au début du IIe siècle av. J.-C.  sans doute en relation avec la conquête romaine de la région et le passage de la via Flaminia minor en face du village (187 av. J.-C.). Les Romains ne pouvaient pas tolérer la présence d'une communauté militarisée, qui contrôlait à partir d'un point fort (castellum) la voie de crête sur une longueur d'une quinzaine de kilomètres.

### Nécropole

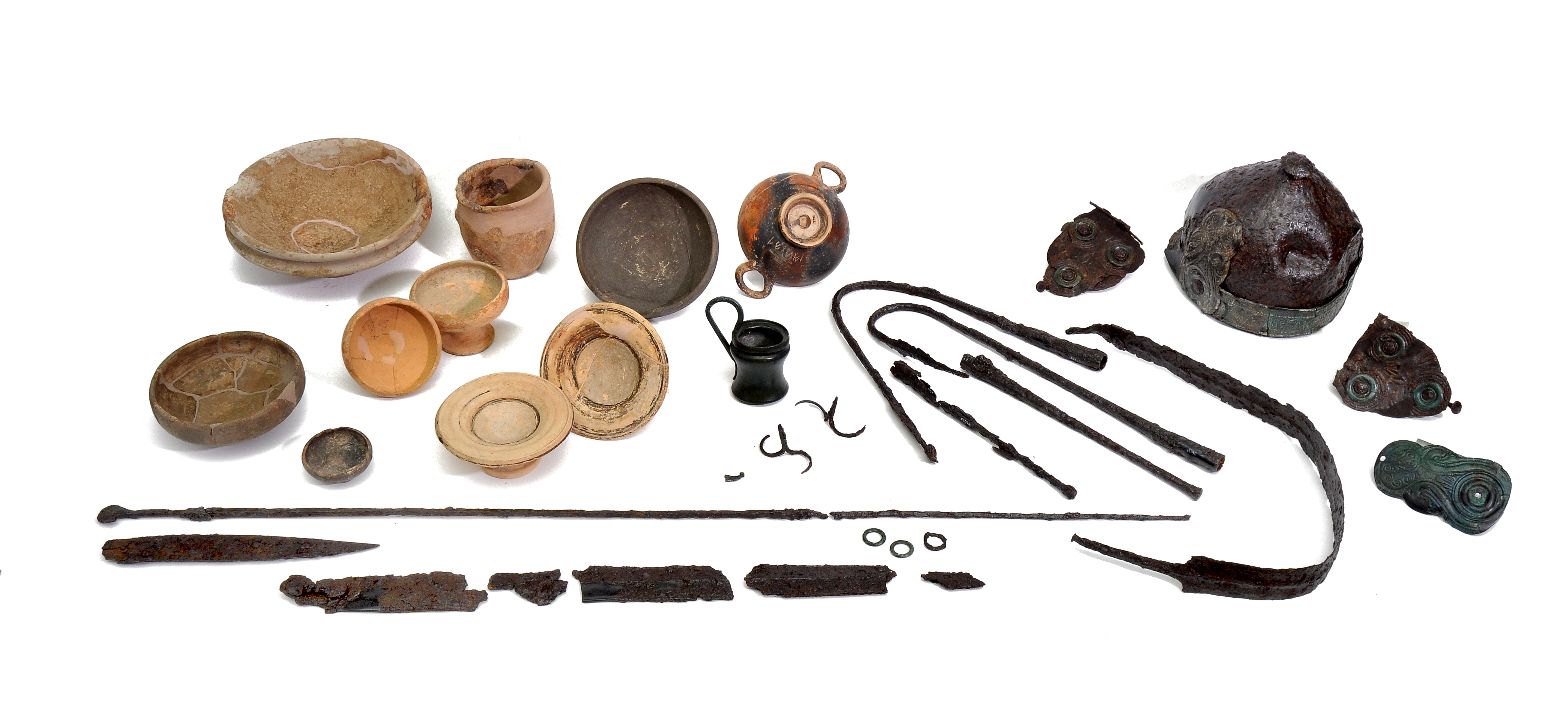
Trousseau funéraire provenant de la tombe 14.

Le sommet et le versant ouest de Monte Tamburino sont occupés par une nécropole à partir de la fin du Ve siècle av. J.-C. Les fouilles officielles dirigées dès 1979 par Daniele Vitali, auquel en 1997 s'est associé Thierry Lejars, ont mis au jour 161 tombes auxquelles il faut ajouter au moins une dizaine de tombes victimes de fouilles clandestines.
Le sol recouvrait sans doute uniformément les tombes à l'origine mais il a été remanié par l'érosion, les tombes du sommet affleurent ainsi pratiquement au niveau du sol actuel tandis que les tombes du bas de la pente sont enfouies sous les sédiments accumulés.
Les 39 fosses situées sur le sommet presque plat sont espacées entre elles d'environ 3 m et orientées majoritairement du nord-ouest au sud-est. Les fosses situées le long des flancs sud et nord (14 et 103 fosses respectivement, organisées en quatre rangées très évidentes sur le versant nord) se mélangent à des groupes de puits plus petits. Les fosses du secteur nord sont placées transversalement par rapport à la pente avec un couloir d'accès (dromos) faisant face à la vallée.
Les 38 tombes à incinération sont distribuées à l'extrémité nord-ouest de la pente sans ordre apparent.
Au moins quatre phases se succèdent entre la fin du Ve et le milieu du IIIe siècle av. J.-C. Les tombes les plus anciennes sont étrusques, les plus récentes sont celtiques ou étrusques. L'apparition des Celtes dans la communauté de Monte Bibele remonte à 350 av. J.-C. Les tombes contiennent des objets de parure et d'ornement, un service de banquet, des armes en fer, ainsi que des éléments indicatifs du statut social et de l'âge du défunt. Les armes représentent l'élément le plus intéressant, témoignant du rôle important du guerrier au sein de la communauté et démontrant des liens étroits avec l'armement celtique transalpin. Ceci fait de Monte Bibele, et plus précisément de la nécropole de Monte Tamburino, un site d'importance internationale pour l'archéologie des Celtes d'Italie,.
Les sépultures avec un armement celte typiquement laténien sont des tombes à inhumation ou à incinération exclusivement masculines (qui cohabitent avec les sépultures indigènes étrusques tant masculines que féminines, la nouvelle population s'intégrant peu à peu  dans la communauté au cours du quatrième siècle). Une quinzaine de ces tombes ont livré des échantillons de tissus minéralisés sur des objets métalliques. Il s'agit de tissus de lin et surtout de laine, majoritairement à armure « toile face trame ». Excepté les tissus qui emballent des objets tels que les rasoirs, les tissus minéralisés trouvés dans les inhumations sont généralement l'empreinte de vêtements contrairement à ceux qui recouvrent les restes dans les incinérations. Les tissus de Monte Tamburino témoignent d'une homogénéisation de la production textile à partir de La Tène B en Europe moyenne[Où ?] et dans le Nord de l'Italie avec toutefois quelques spécificités telles que la densité élevée de fils au centimètre et la présence de quelques tissus de lin. Une autre spécificité de Monte Tamburino, la présence de fils retors, rappelle certains textiles de la fin du premier âge du fer au nord des Alpes.

## Musée de Monterenzio
Le musée archéologique « Luigi Fantini », situé à Monterenzio, retrace l'histoire des Apennins bolognais, et en particulier l'histoire des vallées de l'Idice et du Zena, depuis les premiers objets en pierre du Paléolithique jusqu'aux époques romaine et médiévale. Un espace y est consacré aux découvertes issues des fouilles archéologiques effectuées au mont Bibele (en rive gauche de l'Idice) et à Monterenzio Vecchio (en rive droite de l'Idice) par le département d'archéologie de l'université de Bologne.